# Furth im Wald

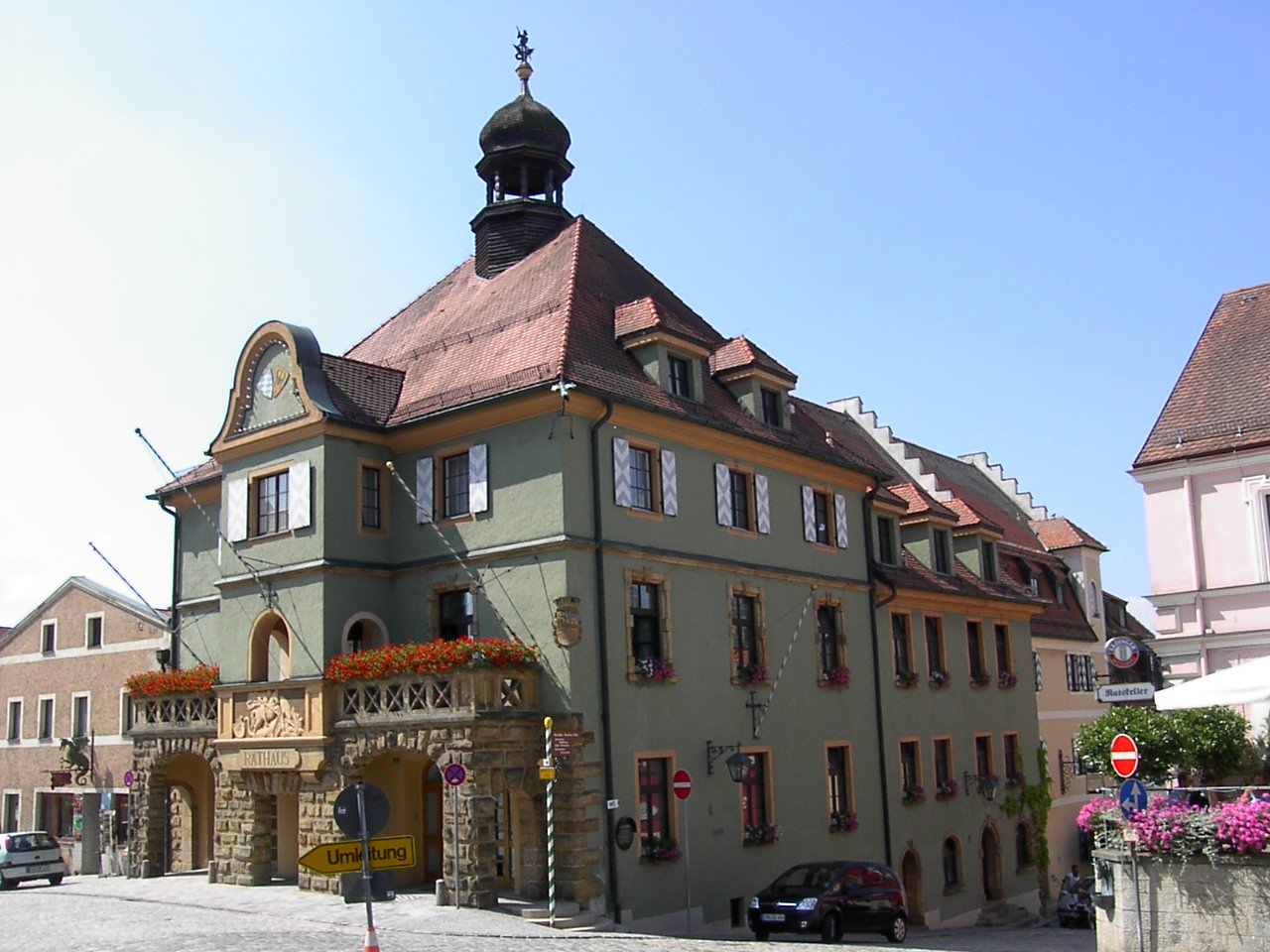
Furth im Wald
(Primăria)

Furth im Wald este un oraș din districtul Cham, regiunea administrativă Palatinatul Superior, landul Bavaria, Germania. 
Aici are loc cea mai veche serbare populară din Germania: Omorârea Dragonului (Drachenstich).

## Orașe înfrățite
Orașul Furth im Wald este înfrățit cu:
- Ludres, Franța
- Furth bei Göttweig, Austria
- Domažlice,  Cehia

## Galerie

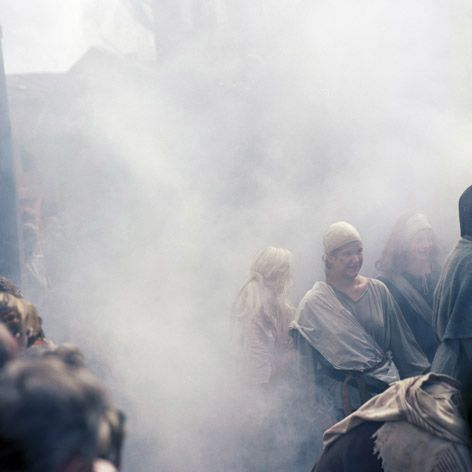
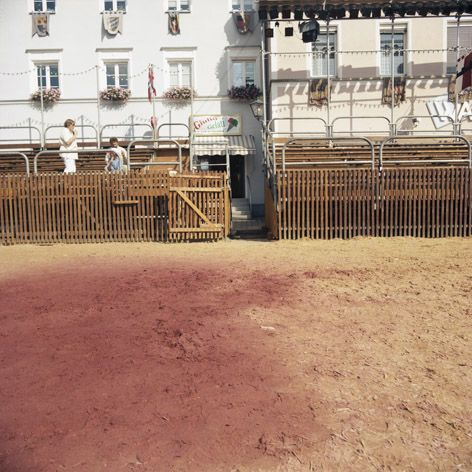
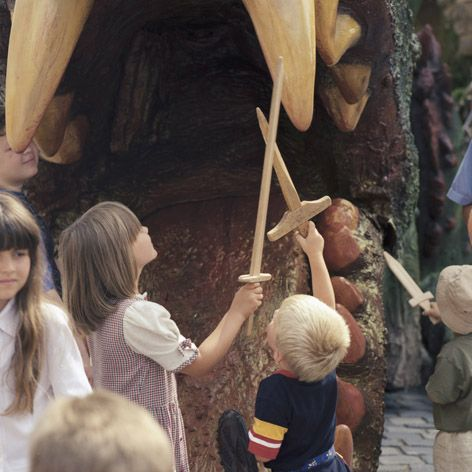
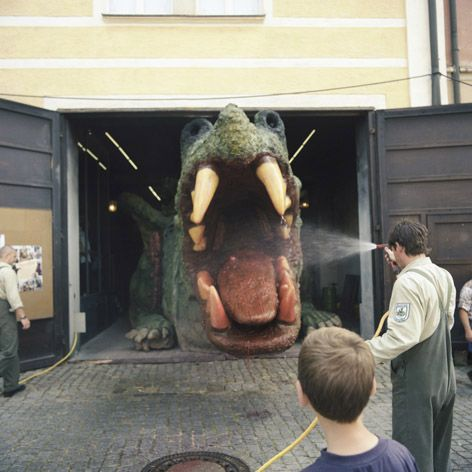

Fotografii de la Drachenstich